# پاسیاکوفکا
پاسیاکوفکا (انگلیسی: Pasyakovka) یک شهرک در شهرستان چیشمینسکی در استان باشقیرستان کشور روسیه است.